# The Astral Sleep
The Astral Sleep är det svenska metalbandet Tiamats andra studioalbum, utgivet av Century Media 1 september 1991. Albumet spelades in i Woodhouse Studios i Dortmund och producerades av den polske Grip Inc.-gitarristen Waldemar Sorychta. 
Albumet återutgavs på CD 2006 av Century Media och återigen 2009, då av Apollon Records, i en upplaga begränsad till 500 bildskivor, 400 silverfärgade och 100 röda LP-skivor.

## Låtlista
1. "Neo Aeon (Intro)"   – 2:09
2. "Lady Temptress"  – 3:44
3. "Mountain of Doom"  – 4:36
4. "Dead Boys' Choir"  – 1:53
5. "Sumerian Cry (Part III)"  – 5:15
6. "On Golden Wings"  – 4:59
7. "Ancient Entity"  – 6:15
8. "The Southernmost Voyage"  – 3:12
9. "Angels Far Beyond"  – 4:41
10. "I Am the King (of Dreams)"  – 4:33
11. "A Winter Shadow" – 5:24
12. "The Seal (Outro)"  – 1:52
13. "A Winter Shadow" (bonusspår på återutgåvan 2006) – 5:25
14. "Ancient Entity" (bonusspår på återutgåvan 2006) – 5:54

## Medlemmar
- Johan Edlund - gitarr, sång
- Thomas Petersson - elgitarr, akustisk gitarr
- Jörgen Thullberg - bas
- Niklas Ekstrand - trummor